# Moulton (Alabama)
Moulton – miasto w południowo-wschodniej części Stanów Zjednoczonych, w Alabamie, stolica hrabstwa Lawrence.

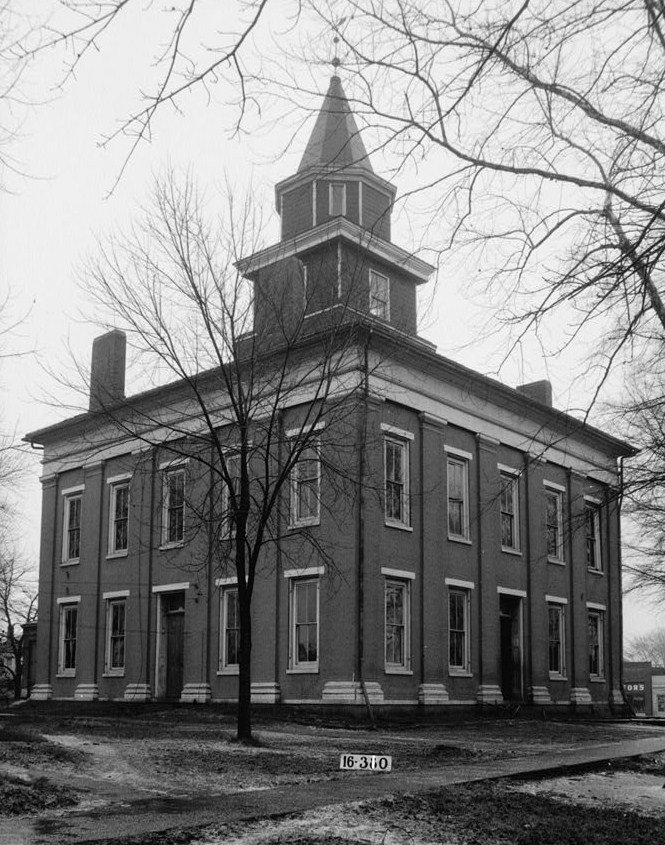
Budynek sądu w Moulton

## Demografia
- Liczba ludności: 3426 (2023)[1]
- Gęstość zaludnienia: 223,9 os./km²
- Powierzchnia: 15,3 km²